# محمودآباد (نمین)
محمودآباد روستایی است که در استان اردبیل، شهرستان نمین، بخش ویلکیج، دهستان ویلکیج مرکزی قرار دارد.

## جمعیت
بر اساس سرشماری سال ۱۳۸۵ جمعیت این روستا ۹۰۳ نفر با ۱۶۱ خانوار بوده‌است.